# Lipienica (powiat golubsko-dobrzyński)
Lipienica – wieś w Polsce położona w województwie kujawsko-pomorskim, w powiecie golubsko-dobrzyńskim, w gminie Kowalewo Pomorskie.

## Podział administracyjny
W latach 1954–1957 wieś należała i była siedzibą władz gromady Lipienica, po jej zniesieniu w gromadzie Kowalewo. W latach 1975–1998 miejscowość należała administracyjnie do województwa toruńskiego.

## Historia
Lipienica to jedna z najmłodszych miejscowości gminy Kowalewo Pomorskie. Wg spisu z 1777 r. jeszcze nie istniała. Pierwotnie wybudowanie, a z czasem folwark należący do właścicieli Chełmonia. Pierwsze przekazy o Lipienicy pochodzą z 1813 r. Wtedy to Bartłomiej Lipiński przekazał swojemu szwagrowi Franciszkowi Paliszewskiemu majątek Chełmonie zatrzymując jednocześnie wybudowanie Lipienica. Prawdopodobnie to on był jego założycielem. Następna informacja pojawia się w 1839 r. gdy nowi właściciele Chełmonia: Gering i Rumker przejmują również folwark Lipienica. Po podziale majątku w 1844 r. Lipienica przypadła Geringowi. Z kolei w księdze wieczystej z 1855 r. Lipienica figuruje już jako majątek rycerski. W 1867 r. zakupił go Julius von Puttkammer i sprzedał w 1871 Arthurowi Wolffowi z Gronowa. W 1897 r.zmieniono nazwę wsi na Heinrichsberg. Ostatnim właścicielem był Gustaw Studte, który sprzedał majątek komisji kolonizacyjnej w 1903 r. Ta wybudowała szkołę w 1905 r., a w 1907 r. dokonała parcelacji ziemi i sprowadziła niemieckich osadników m.in. z okolic Płocka i Warszawy. Począwszy od 1908 r. Lipienica z obszaru dworskiego stała się gminą wiejską.
Jeszcze w latach 80. XIX w. ewangelicy stanowili jedynie niecałe 15% wszystkich mieszkańców. Na skutek akcji kolonizacyjnej zdominowali wieś. Pierwszy spis powszechny wykazał, że w 1921 r. było ich 93%. Zanim wybudowano szkołę w 1905 r. dzieci uczęszczały do szkoły ewangelickiej w Bielsku. Po 1920 r. szkoła stała się państwową placówką publiczną, do której chodziły dzieci ewangelickie i katolickie. Oprócz ewangelików unijnych innym reprezentowanym odłamem protestanckim byli hernnhuci (bracia morawscy). Posiadali w Lipienicy filiał swojego zboru mieszczącego się w Wielkim Rychnowie.
Po 1945 r. Lipienicę zasiedlili Polacy z kielecczyzny.

## Ludzie
W księgach strat z I wojny światowej figurują nazwiska: Chłodowski, Greger, Jasinski, Kowalski, Makowski, Marchlewski, Mikolajczyk, Mischalowski, Seiter
Inne: Hembruch, Seuter, Tauber, Wolfram
Fritz - pierwszy nauczyciel

## Zabytki
Cmentarz ewangelicki - Lipienica położony jest w polu w stronę wsi Chełmonie. Ze wszystkich stron otoczony przez pola uprawne.
| Data założenia                 | 1907                                                                                          |
| Wyznanie                       | ewangelicki                                                                                   |
| Ówczesna parafia               | Kowalewo Pomorskie (od 1853), przedtem Golub (od 1785)                                        |
| Status                         | nieistniejący                                                                                 |
| Powierzchnia                   | ~0,25 ha                                                                                      |
| Nr działki                     | 114                                                                                           |
| Kształt                        | prostokąt                                                                                     |
| Najstarszy zachowany nagrobek  | brak                                                                                          |
| Istniejąca dokumentacja        | APE Malbork, sygn. 9/59/0/1557, Die Anlegung eines Begräbnisplatz in Heinrichsberg, 1907-1908 |
| Zagrożenia                     | śmieci, zaoranie terenu                                                                       |
| Stan zachowania                | LIKWIDACJA BEZ ZMIANY FUNKCJI, Typ Ib                                                         |
| Data zamknięcia, zlikwidowania | 1945?, ?                                                                                      |

Cmentarz miał charakter komunalny.